# Цицания
Цица́ния, или Зиза́ния, или Водяно́й рис, или Ди́кий рис, или Инде́йский рис, или Кана́дский рис (лат. Zizania) — род травянистых растений семейства Злаки (Poaceae). Содержит 4 вида.

## Ботаническое описание

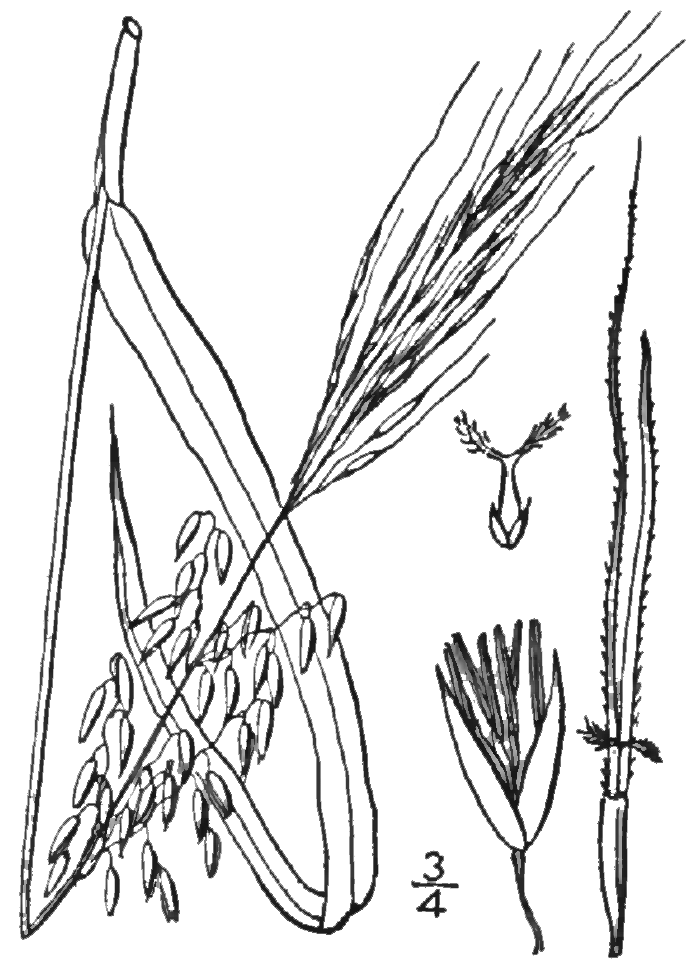
Цицания водная (Zizania aquatica). Ботаническая иллюстрация.

Однолетние или многолетние водные и болотные травянистые растения с полыми стеблями высотой 1—3 м. На одном растении имеются водные и надводные листья. Листовые пластинки 5—30 см шириной. Лигула 3—11 мм длиной.
Однодомные растения. Соцветия представляют собой крупные конечные метёлки. Колоски, составляющие их, однополые. Мужские цветки располагаются внизу соцветия, а женские — в его верхней части. Нижние цветковые чешуи мужских цветков острозаканчивающиеся, безостые или короткоостые, с цветковыми чешуями. Нижние цветковые чешуи женских цветков снабжены остями. Цветковые чешуи с килевидными выступами. Завязь неопушённая. Составляющие соцветия лишены колосковых чешуй.
Плод — зерновка, поначалу зелёная, 1—2 см длиной, почти нитевидная, по мере высыхания приобретает тёмно-коричневый или чёрный цвет.

## Ареал и местообитание
Произрастает в реках, озёрах и по берегам прудов в Северной Америке и Восточной Азии.

## Хозяйственное значение и применение

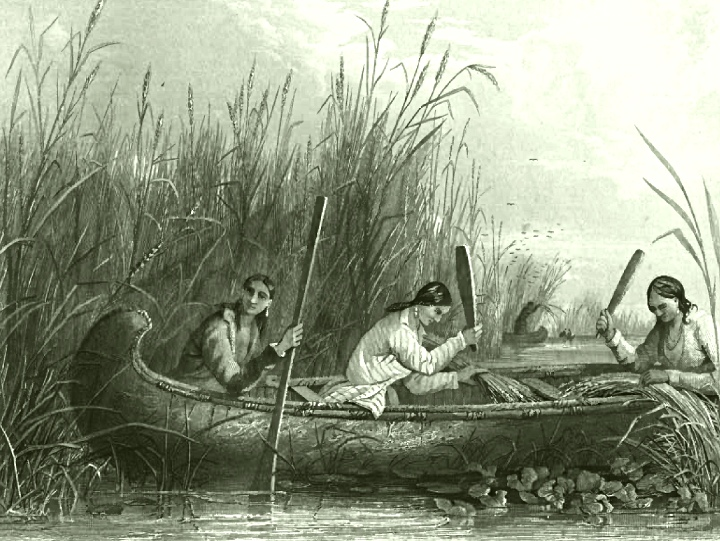
Сбор болотного риса индейскими женщинами в XIX веке.

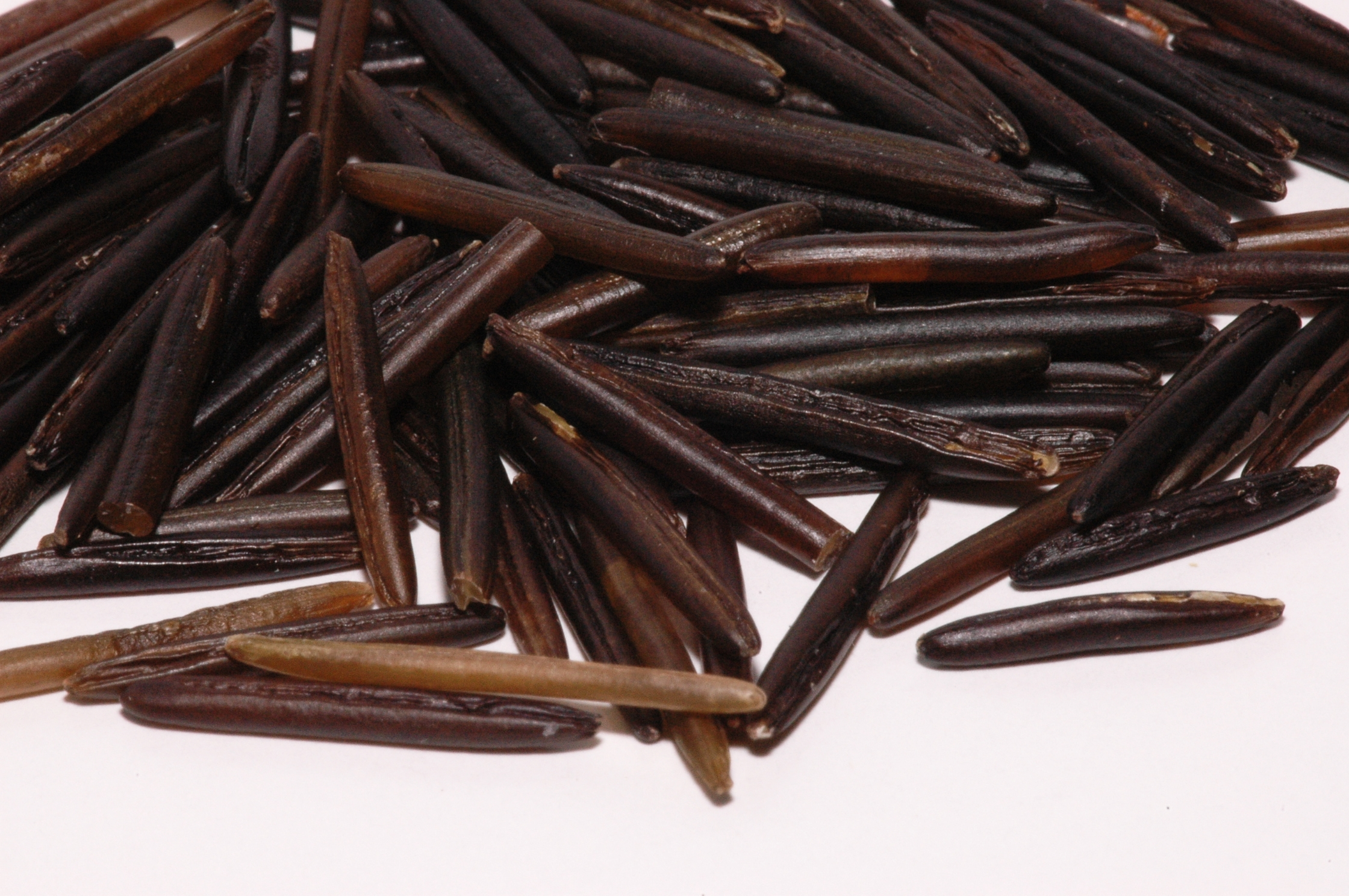
Зерновки Цицания болотная|цицании болотной (Zizania palustris)

Хотя цицания техасская (Zizania texana) не нашла пищевого применения, плоды цицании водной (Zizania aquatica) и особенно цицании болотной (Zizania palustris) используются в качестве крупы. Для коренного населения Америки водяной рис составлял важную часть рациона. И сейчас народ оджибве собирает его. Сбор урожая осуществляется по воде. Кроме того, водяной рис поставлялся в Европу как «индейский рис» или «дикий рис». Сейчас цицания болотная окультурена и выращивается в коммерческих целях, она употребляется в Европе и Америке благодаря необычному вкусу и является деликатесом, поскольку более сложная технология сборки делает его дороже остальных круп.
Маньчжурский водный рис выращивался на севере Китая ещё в X веке. В диком виде он встречается почти исключительно в Новой Зеландии, где быстро распространился, будучи завезён случайно. Китайцы употребляют в пищу не столько зёрна дикого риса, сколько хрустящие белые побеги, по виду напоминающие лук-порей.

## Список видов
- Zizania aquatica L. — Цицания водная — умеренные регионы на востоке и юго-востоке США вдоль Атлантического побережья от реки Святого Лаврентия до субтропиков Флориды и Луизианы[3].
- Zizania latifolia (Griseb.) Turcz. ex Stapf — Цицания широколистная — Восточная Азия[4]
- Zizania palustris L. — Цицания болотная — субарктические и умеренные регионы Канады, северные и среднезападные части США от Атлантического океана до Великих озёр включительно[5]. К западу от Скалистых гор вид был индуцирован и в настоящее время произрастает в США повсеместно севернее сороковой широты.[6] Этот вид внешне мало отличается от Цицании водной, и был выделен лишь в 1980 году.
- Zizania texana Hitchc. — Цицания техасская[1] — эндемик небольшого региона в Техасе около реки Сан-Марко[7].

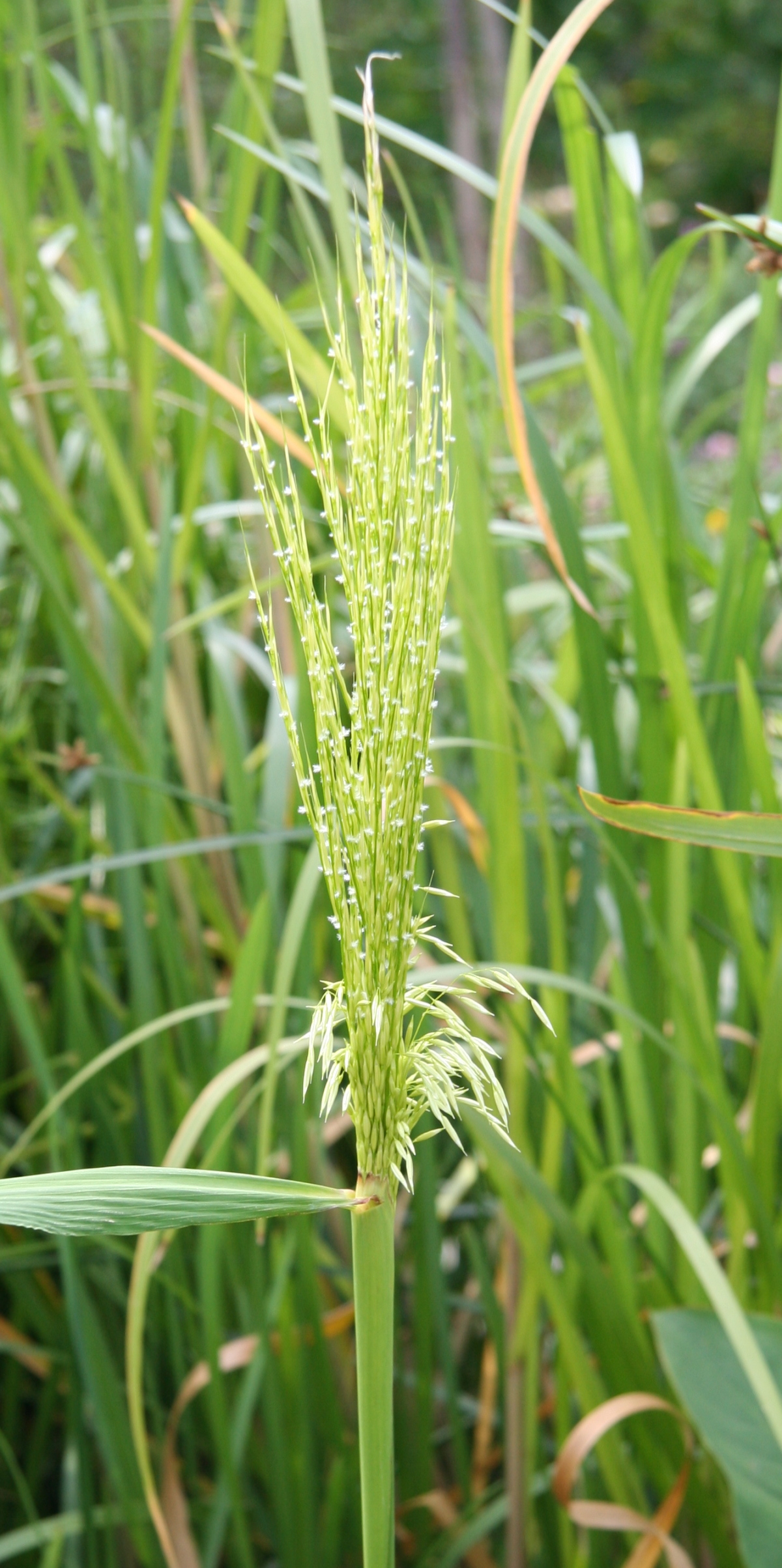
Цицания водная (Zizania aquatica)
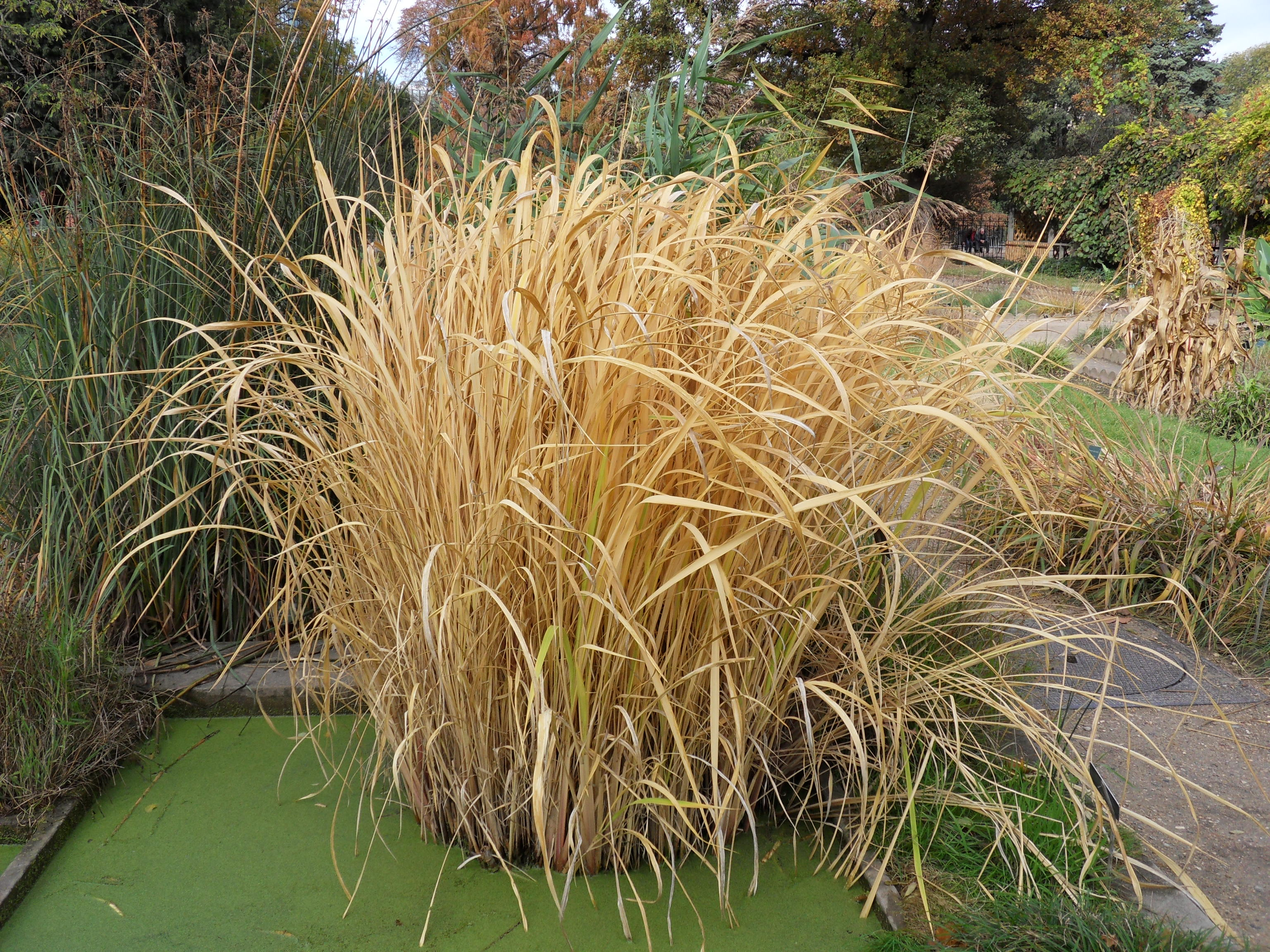
Цицания широколистная (Zizania latifolia)
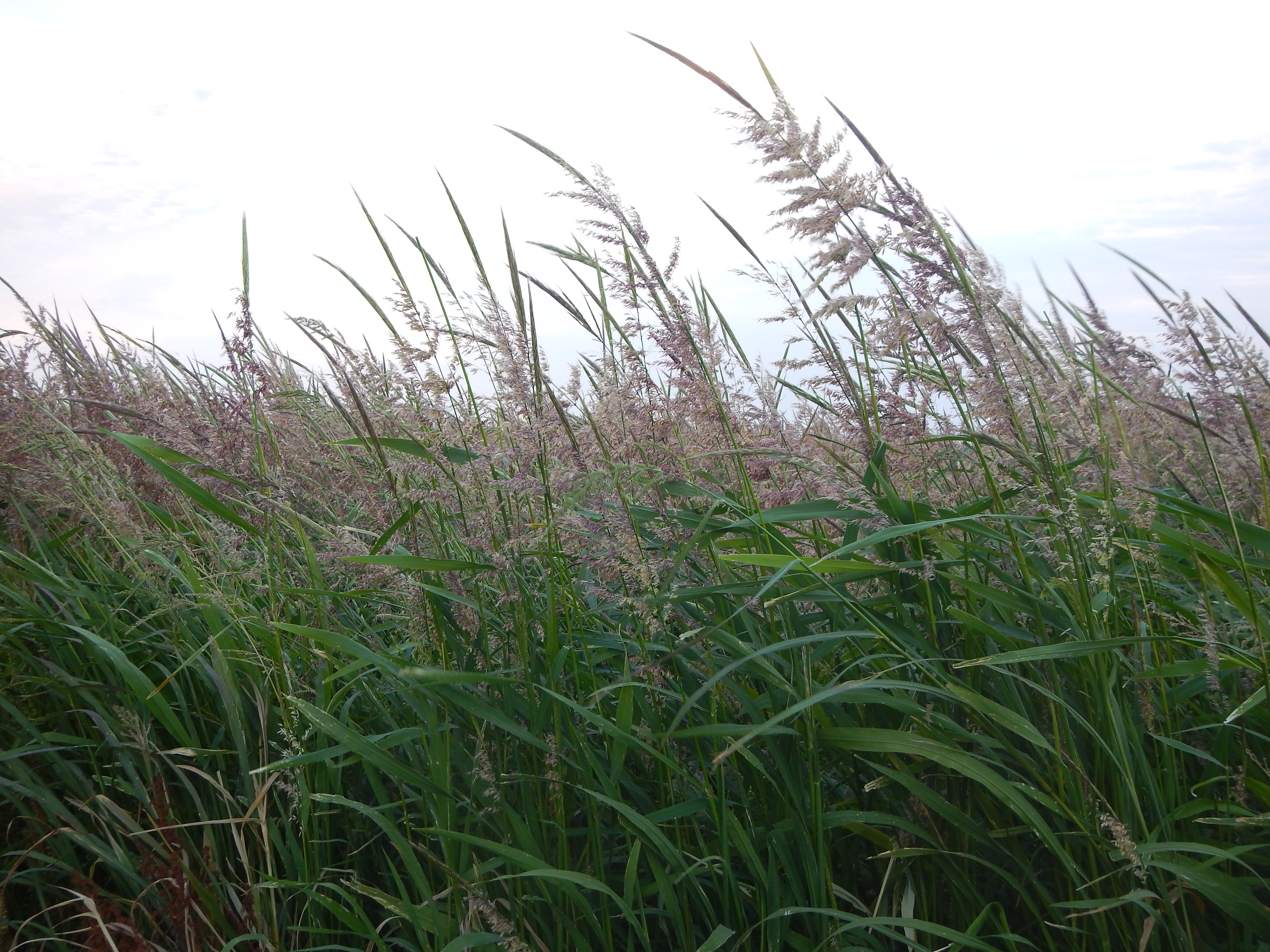
Цицания болотная (Zizania palustris)
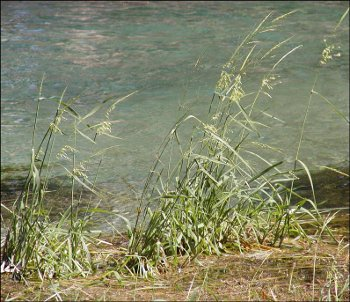
Цицания техасская (Zizania texana)